# Spiradiclis corymbosa
Spiradiclis corymbosa är en måreväxtart som beskrevs av W.L.Sha och Xiu Xiang Chen. Spiradiclis corymbosa ingår i släktet Spiradiclis och familjen måreväxter. Inga underarter finns listade i Catalogue of Life.